# Bruce Schwab
 Bruce Schwab, né le 15 avril 1960 à Oxnard en Californie est un navigateur professionnel américain. C'est le premier skipper américain à terminer le Vendée Globe.

## Biographie
Né le 15 avril 1960 à Oxnard, Californie, Schwab a déménagé dans la région de Seattle en 1965. Il y vit jusqu'en 1973 quand il part faire une croisière de trois ans avec son père et ses deux jeunes frères. En 1976, Bruce navigue avec son père sur le Gary Mull 42 (anciennement Improbable). Il est diplômé de la Ballard High School de Seattle en 1978 et fréquente l'Université de Washington pendant une courte période.

## Parcours
À partir de 1979, Schwab passe un an à Santa Cruz à piloter des voiliers ultralégers à déplacement, y compris en équipage sur le Moore 24 (en) Ruby. En 1980, il travaille et coure dans la région de la baie de San Francisco 1980. Il a commencé à gagner des courses en 1983. 
Bruce remporte sa première course en solitaire, The Three Bridge Fiasco, en 1984 sur Svendle, un bateau emprunté à son employeur, Svend Svendsen de Svendsen's Boat Works. Schwab continue à gagner des courses et championnats régionaux, mais obtient ses meilleurs résultats en course solo.
Schwab lance son sloop de 1930 hautement modifié, le Rumbleseat à la fin de 1993 après avoir ressuscité le navire qui avait été, durant 13 ans, stocké à sec. Avec Rumbleseat Schwab a remporté les Farallones en solitaire en 1994, puis la Transpac Race en solitaire en 1996.
En 1999, Schwab reçoit la Lifesaving Medal (médaille du sauvetage Arthur B. Hanson), pour avoir participé au sauvetage d'un compagnon de course qui avait chaviré son bateau dans la course en double de Farallones
En 2004, il se lance dans le Vendée Globe sur Ocean Planet qu'il termine à la 9e place en 109 j 19 h 58 min 57 s soit 22 j 9 h après le vainqueur Vincent Riou.

## Palmarès
- 1994
  - 1re dans la Transpac Race sur Rumbleseat

- 2002
  - 5e du BOC Challenge sur Ocean Planet

- 2004-2005
  - 9e du Vendée Globe sur Ocean Planet

## Distinction
- Lifesaving Medal en 1999